# Karel Vokáč
Karel Vokáč (28. října 1903 Zbiroh – 12. července 1944 Praha) byl český básník, učitel, účastník protinacistického odboje odsouzený k trestu smrti a popravený v pankrácké věznici.

## Životopis
Karel Vokáč se narodil ve Zbiroze na Rokycansku. Po složení maturitní zkoušky se dal v roce 1922 na pedagogickou dráhu. Na svých učitelských štacích neopustil Rokycansko. Nejprve učil v obci Těně, pak v městech Mýto a Mirošov. Od roku 1928 zakotvil ve Strašicích u Rokycan, kde nejen učil, ale také režíroval místní strašické ochotnické divadlo.
Politickým přesvědčením byl Karel Vokáč sociální demokrat, povoláním pak učitel, ale osobnostním založením byl básník. Za svého života vydal 12 knížek, básnických sbírek a próz. V Rokycanech se podílel (i se svou ženou) na vydávání měsíčníku Mladé Rokycansko. Byl vedoucím redaktorem edice poezie Stín. Pravidelně přispíval do plzeňské Nové doby a řady literárních časopisů.
Psal také pohádky, které předčítal svým žákům ve strašické škole, kteří mu byli prvními posluchači. Pohádky pak vyšly knižně ještě za války (1944) pod názvem Uhlířské pohádky v době, kdy už byl vězněn v nacistickém vězení. Když za ním byla jeho rodina na návštěvě, ještě mu knížku mohli přes mříže ukázat. Do ruky si ji ale už vzít nesměl. (Druhé vydání v roce 1945)
Také se přátelil s významnými umělci. Mezi ně patřil český básník, spisovatel a malíř Ladislav Stehlík; Josef Hodek; spisovatel Jan Týml (spolupracovník českého grafika, typografa, malíře a ilustrátora titulních stránek ilegálního časopisu V boj, Vojtěcha Preissiga). Z pražského okruhu pak básník, spisovatel, novinář a překladatel Jaroslav Seifert a další.

### V odboji
Karel Vokáč se za protektorátu zapojil do aktivit několika ilegálních protifašistických odbojových skupin. Mimo jiné ukrýval v ilegalitě se skrývajícího Františka Bělohlávka. František Bělohlávek byl slévač z plzeňské Škodovky, který pomáhal distribuovat ilegální tisk do Plzně. Tento tisk zajišťovala ilegální skupina působící ve Zbiroze, jejímiž aktivními členy byl městský úředník Josef Lhotka spolu s Aloisem Holubem a Arnoštem Šmídem. Po prvním zásahu gestapa (v dubnu 1943) museli přejít Arnošt Šmíd s Františkem Bělohlávkem do ilegality a potřebovali úkryt. Tou dobou putovali po Rokycanském okrese od jednoho úkrytu ke druhému.
Na jaře roku 1944 oznámil Jaroslav Seifert přátelům, že byl gestapem zatčen (1. března 1944) jeho přítel – básník Karel Vokáč – učitel ze Strašic u Rokycan. Vokáčovu zatčení předcházelo (17. února 1944) zadržení ředitele školy ve Zbiroze, Antonína Rotta, který byl Vokáčův blízký odbojový spolupracovník. Oba dva byli 10. května 1944 odsouzeni za přechovávání osob nepřátelských říši k trestu smrti.

### Věznění
Karel Vokáč byl uvězněn v pankrácké věznici v cele číslo 34 v oddělení IIa. Na celu byl umístěn 10. května 1944 a stačil se tu setkat se svým známým – básníkem Jindřichem Vichrou, který zde byl už nějaký čas vězněn. Společný pobyt obou básníků na cele odsouzených k smrti netrval dlouho. Vichra byl o dva dny později – dne 12. května 1944 popraven.
Dne 24. května 1944 odeslal ilegálně Karel Vokáč (prostřednictvím vězně – chodbaře Karla Rameše) dopis adresovaný Jaroslavu Seifertovi s následujícím textem:
Drahý Jaroslave Seiferte,

jsem odsouzen k smrti. Má vina není tak veliká. Můžeš mi trochu pomoci? Upozorni některého ze známých německých redaktorů a přimluvte se u stát. návlad. Upozorni na mou lyriku "Utkáno z dýmu". Ten stát. návladní se jmenuje Ludwig.
 Zdraví Tě Tvůj Vokáč
Karel Vokáč, ilegální dopis Jaroslavu Seifertovi, 
V době svého věznění napsal Karel Vokáč několik básní. Některé byly věnovány spoluvězňům, jiné se zachovaly v opisech díky Karlu Ramešovi. Zde je první z nich (napsaná 30. dubna 1944 a věnovaná spoluvězni Ludvíku Maršovi):
| „     | Domov mě volá v skřivánčí písni, vánků se zeptá, ach co vím? I já tě volám, domove sladký, proťatá ústa mřížovím. | “ |
| — (1) | |   |

| „     | Ty znáš mou touhu domove krásný, znám já tvou bolest, ty mou též. Ze stesku nová touha se rodí i ty ji k nebi vyneseš. | “ |
| — (2) | |   |

| „     | Volám tě volám domove sladký proťatá ústa mřížovím. Slyším tě slyším domove krásný protože navždy o tobě sním. | “ |
| — (3) | |   |

Dne 12. července 1944 byl Karel Vokáč spolu s Antonínem Rottem popraven v 16:14 v popravčí místnosti sekyrárny Pankrác.

Vazební fotografie z Pankrácké věznice (1944)
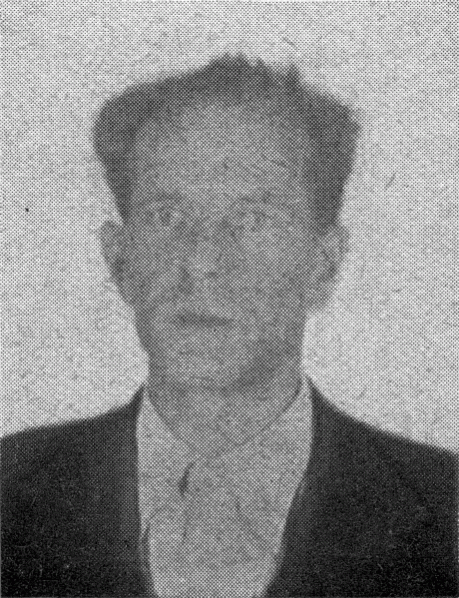
Karel Vokáč
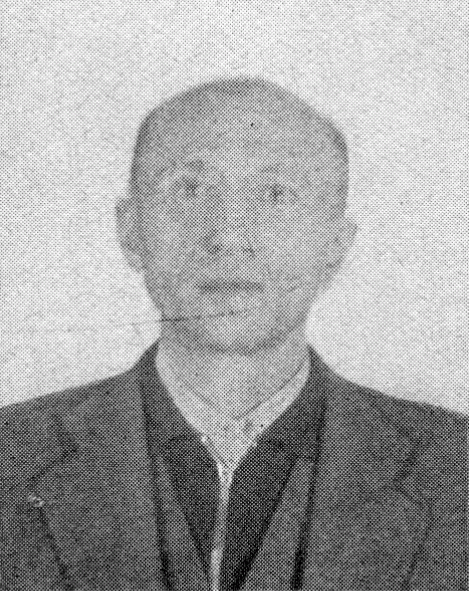
Antonín Rott
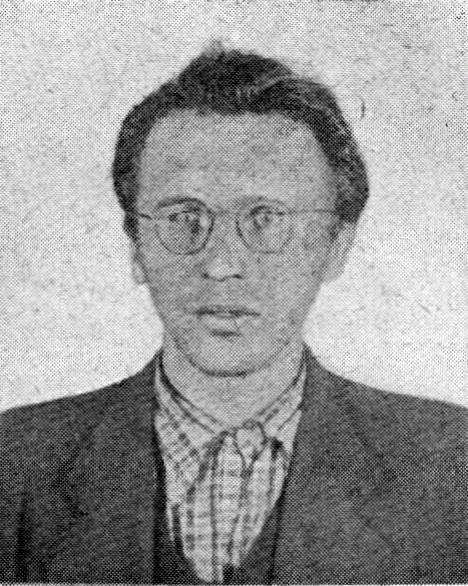
Jindřich Vichra

## Pocta
Od roku 1990 nese základní škola ve Strašicích čestný název ZŠ Karla Vokáče Strašice.